# 赫爾姆斯海崖
赫爾姆斯海崖（英語：Helms Bluff），是南極洲的海崖，位於維多利亞地的斯科特海岸，處於莫寧火山以東19公里，美國地質調查局根據測量和該國海軍的空中照片繪入地圖，現時由南極條約體系管理。